# Klubi Sportiv Teuta 2015-2016

## Rosa
| N. |                               | Ruolo | Calciatore                 |
| -- | ----------------------------- | ----- | -------------------------- |
| 1  | Albania (bandiera)            | P     | Bledjan Rizvani (capitano) |
| 3  | Albania (bandiera)            | D     | Silvester Shkalla          |
| 4  | Serbia (bandiera)             | D     | Slavko Lukić               |
| 5  | Albania (bandiera)            | D     | Rustem Hoxha               |
| 7  | Albania (bandiera)            | C     | Arbër Çyrbja               |
| 8  | Albania (bandiera)            | C     | Nazmi Gripshi              |
| 9  | Albania (bandiera)            | C     | Klaudio Hyseni             |
| 10 | Macedonia del Nord (bandiera) | C     | Nijas Lena                 |
| 11 | Albania (bandiera)            | A     | Klejdi Hyka                |
| 12 | Albania (bandiera)            | P     | Shpëtim Moçka              |
| 14 | Albania (bandiera)            | D     | Erand Hoxha                |
| 15 | Albania (bandiera)            | D     | Blerim Kotobelli           |

| N. |                               | Ruolo | Calciatore                  |
| -- | ----------------------------- | ----- | --------------------------- |
| 16 | Albania (bandiera)            | A     | Artur Magani                |
| 17 | Albania (bandiera)            | A     | Eri Lamçja                  |
| 18 | Macedonia del Nord (bandiera) | A     | Florijan Kadriu             |
| 19 | Albania (bandiera)            | C     | Fabjan Beqja                |
| 20 | Albania (bandiera)            | C     | Ledio Myrtezani             |
| 21 | Brasile (bandiera)            | A     | Jildemar                    |
| 22 | Albania (bandiera)            | D     | Bruno Dita                  |
| 23 | Albania (bandiera)            | C     | Meglid Mihani               |
| 27 | Albania (bandiera)            | C     | Ardit Hila                  |
| 29 | Albania (bandiera)            | C     | Emiljano Musta              |
| 30 | Albania (bandiera)            | C     | Bledar Hodo (vice-capitano) |
| 88 | Brasile (bandiera)            | A     | Bernardo                    |